# Lublin R-XX
Lublin R-XX – polski prototypowy wodnosamolot torpedowo-rozpoznawczy marki Lublin zbudowany w 1935 roku.

## Historia
W 1931 roku zakłady Plage i Laśkiewicz w Lublinie złożyły Kierownictwu Marynarki Wojennej ofertę zbudowania ciężkiego wodnosamolotu torpedowo-rozpoznawczego dalekiego zasięgu, który został oznaczony jako Lublin R-XX. Kierownictwo Marynarki Wojennej po przeanalizowaniu złożonych przez polskie wytwórnie ofert na tego typu samolot zdecydowało się na samolot Lublin R-XX.
W 1932 roku zawarto z wytwórnią Plage i Laśkiewicz umowę na opracowanie i budowę samolotu R-XX. W latach 1933–1934 inż. Jerzy Rudlicki wraz z zespołem konstruktorów wytwórni opracował projekt tego samolotu. Budowę prototypu rozpoczęto w 1933 roku, a ostatecznie zakończono w 1934. Oblot prototypu odbył się 10 kwietnia 1935 roku.
Prototyp wodnosamolotu Lublin R-XX został skierowany do Morskiego Dywizjonu Lotniczego do dalszych prób w locie. W czasie tych prób stwierdzono, że miał on krótki start, stosunkowo dużą prędkość lotu i znaczny zasięg. Okazało się jednak, że posiada on także tendencję do zmiany środka ciężkości w niektórych fazach lotu oraz zbyt małą sztywność kadłuba. W połowie 1935 roku zażądano od wytwórni usunięcia tych mankamentów.
Przeróbkę konstrukcji prototypu Lublin R-XX zakończono 30 października 1935 roku. Jednak już w listopadzie 1935 zaprzestano dalszych prób z tym samolotem w związku z zerwaniem dotychczasowej umowy z wytwórnią i zamówieniem w niej 6 wodnosamolotów wersji ulepszonej oznaczonej jako Lublin R-XXA. Prototyp samolotu Lublin R-XX ostatecznie został skasowany w sierpniu 1937 roku.
Wersja wodnosamolotu Lublin R-XXA różniła się od wersji R-XX wymiarami, zmienionym usterzeniem, nowymi osłonami silników, całkowicie osłoniętą kabiną pilotów i załogi oraz oszklonymi wieżyczkami strzeleckimi w przodzie i na grzbiecie kadłuba. Do budowy pierwszego egzemplarza samolotu R-XXA przystąpiono w 1935 roku. Jednak pod koniec roku w związku z upadłością wytwórni „Plage i Laśkiewicz” prace wstrzymano.
W miejsce wytwórni „Plage i Laśkiewicz” powstała Lubelska Wytwórnia Samolotów, która podjęła dalsze prace nad samolotem Lublin R-XXA, nadając mu oznaczenie LWS-1, ale w 1936 roku przerwano nad nim ostatecznie pracę, na korzyść morskiej wersji samolotu LWS-4 Żubr na pływakach.

## Konstrukcja
Samolot Lublin R-XX był pięciomiejscowym samolotem torpedowo-rozpoznawczym dalekiego zasięgu, dolnopłatem o konstrukcji mieszanej. Kadłub miał konstrukcję kratownicową spawaną z rur stalowych, krytą w przedniej części blachą duralową, a w tylnej płótnem. Skrzydła i usterzenie były drewniane, ze statecznikami krytymi sklejką i sterami pokrytymi płótnem. Napędzany był dwoma silnikami gwiazdowymi, mającymi śmigła czterołopatowe, drewniane. Podwozie pływakowe – stałe.
Kadłub tuż przed płatami mieścił dwumiejscową kabinę odkrytą, osłoniętą z przodu wiatrochronem. Z lewej strony znajdował się fotel pilota, z prawej obserwatora, który mógł również spełniać rolę drugiego pilota. Za tą kabiną usytuowano wewnątrz kadłuba zakrytą kabinę radiotelegrafisty z oknami w ścianach bocznych i drzwiami z lewej strony. W dziobie kadłuba i za kabiną radiotelegrafisty rozmieszczono stanowiska strzelców pokładowych z podwójnie sprzężonymi karabinami maszynowymi na obrotnicach.